# 日本の入れ墨

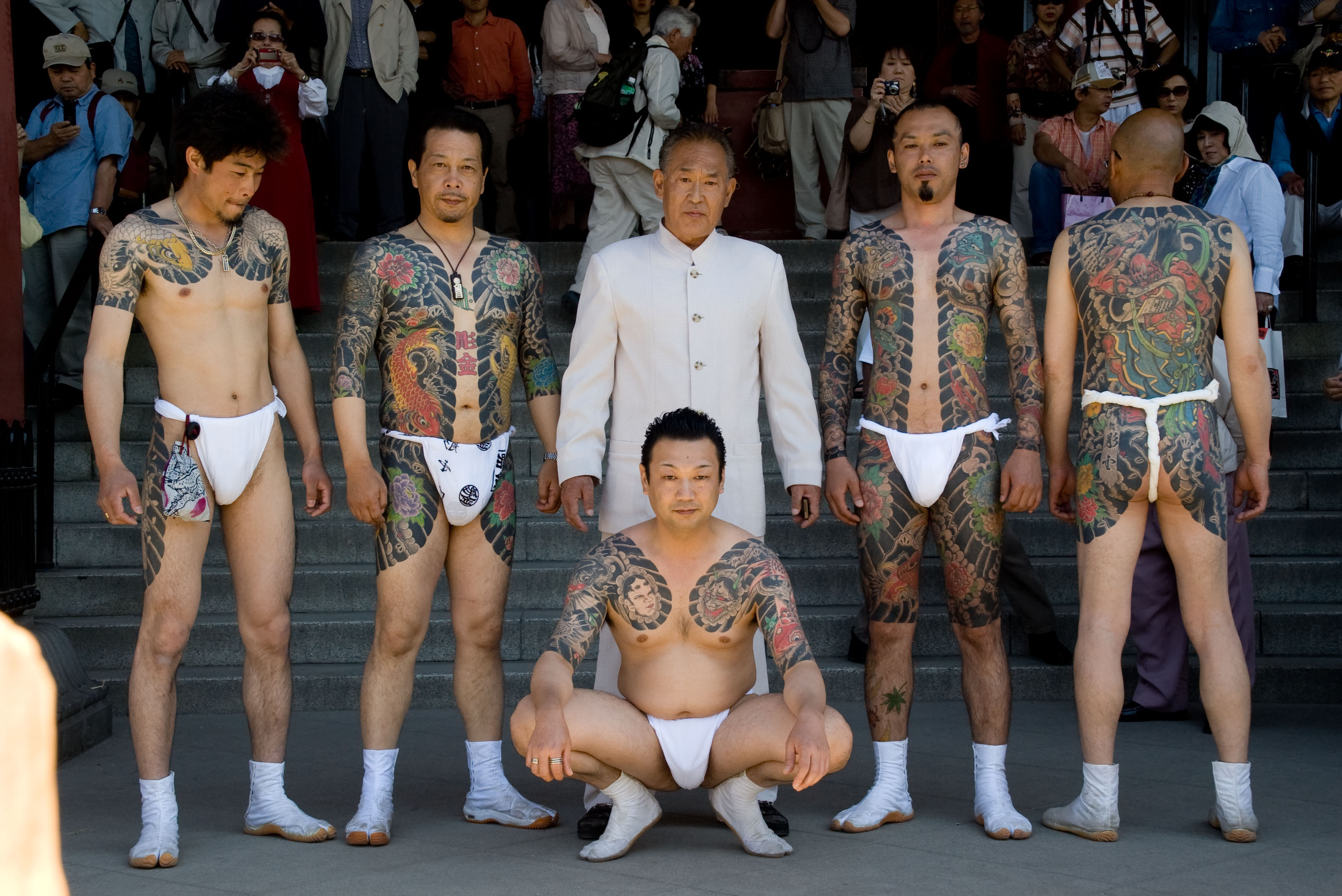
ヤクザが参加することで知られる東京の三社祭に参加した、全身に入れ墨の入った5代目浅草高橋組の組員（2007年）

日本の入れ墨（にほんのいれずみ）では、日本における入れ墨について述べる。日本の伝統的な入れ墨は和彫り（わぼり）と呼称し、欧米由来の洋彫り（ようぼり）と区別することもあるものの、現代日本ではその境界は曖昧になっている。和彫りは手彫りにおいては針で身体を突き刺して、機械彫りにおいてはタトゥーマシンで施術し、図案としては神話や伝説上の英雄、豪傑、女性、動物、宗教的モチーフなどが好まれる。
日本における入れ墨文化の歴史は考古学的証拠より縄文時代にまでさかのぼるともいわれ、文献上の証拠としては『魏志倭人伝』や『日本書紀』『古事記』などに記載がある。日本列島における入れ墨の習俗はアイヌや琉球諸島のものを除けば古代のうちに廃れ、近世に再びあらわれる。近世の入れ墨は「入れぼくろ」と呼ばれる遊里の風俗として現れたものであったが、次第に文様は大規模かつ複雑なものとなっていき、文化年間には身体全体に多色かつ緻密な絵柄を入れる入れ墨の形態に変容した。入れ墨は江戸幕府によりしばしば禁止令が発されたものの、明治維新以降には特に取り締まりが厳しくなった。戦後には入れ墨の禁止が撤廃されるものの、ヤクザ映画などの影響で入れ墨を反社会的なものと結びつける印象が定着し、現代日本においては入れ墨は否定的なイメージを持つことがもっぱらである。自治体条例などで青少年の入れ墨が禁じられるほか、温泉などでは入れ墨の入場制限が行われ、雇用やスポーツ分野においても制限や規則を設けられることがある。

## 技法と技術
日本の伝統的な入れ墨は和彫りと呼称され、欧米圏由来の洋彫りと区別される。伝統的な彫師は和彫りのみを手掛けるが、現代日本において両者の区別は曖昧で、多くのタトゥースタジオは両者を手掛ける。

### 技法

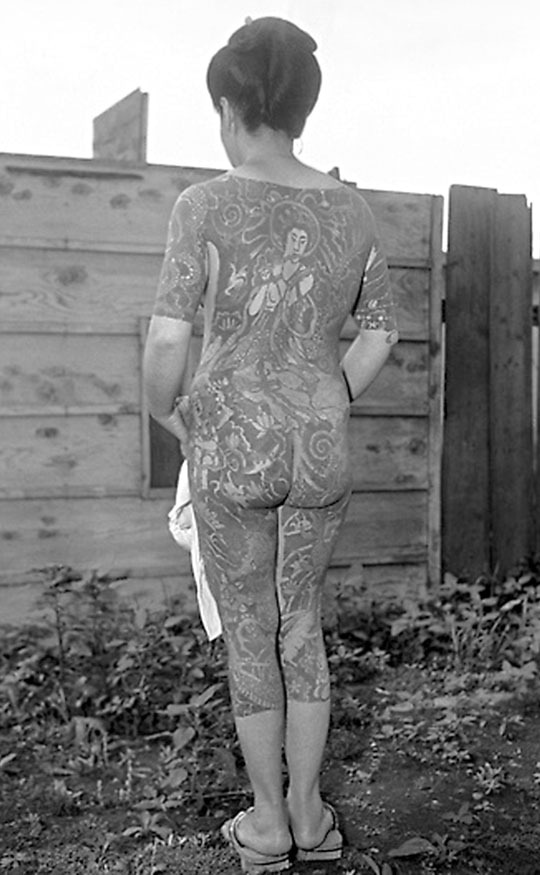
背中に羽衣天女を彫った女性（1946年）

和彫りにおいては、単一の図案を入れることを抜き彫り、図案のまわりに紅葉などをあしらうことを化粧彫りという。図案の周囲を取り囲むような「額」を彫り込んだものを額彫りという。「額」は和彫り特有の技法と考えられている。入れ墨の入った部分と素肌の境目を「みきり」と呼び、これには半円形の「牡丹みきり」、直線の「ぶつきり」、ぼかしをつける「曙見切り」などがある。腕の付け根から肩口にいれる入れ墨を「ひかえ」、胸から腹にかけて帯状の空白を残した彫り方を「胸割り」と呼ぶ。胸を割らずにすべて彫ったものは「どんぶり」と呼ぶ。また、手首から足首まで全身に入れ墨を彫ることを総身彫りという。
輪郭線を入れることを筋彫りといい、ぼかし彫りによって着彩する。単純なベタ塗りは「ベタぼかし」、グラデーションを表現する技法は「あけぼのぼかし」と呼び、着彩については色刺しないし色ぼかしとも呼ぶ。

### 図案
図案としては神話や伝説上の英雄、豪傑、女性、動物、宗教的モチーフなどが好まれた。女性が入れ墨を彫ることは男性に比べてまれであったが、男性は勇壮なものを、女性は羽衣天女といった神仏のモチーフを彫ることが多かった。玉林晴朗が1936年（昭和11年）に記した『文身百姿』によれば、日本の文身においてもっとも彫られることの多い図柄は豪傑、特に『水滸伝』の登場人物であり、ほかには多聞丸・秀吉・金太郎といった「出世物」、塚原卜伝・朝比奈弥太郎・仁田四郎といった歌舞伎や講談で著名な伝説的豪傑などが好まれた。また、神仏では不動明王・日蓮・観世音菩薩などが好まれるほか、天人・安倍晴明・苅萱・桜姫など様々な人物が彫られる。動物の柄では犬・猫・蛙・蛇・龍・鯉・蛞蝓などが彫られるほか、植物では牡丹・桜・朝顔・紅葉・菊などがある。また、般若・髑髏・生首・卒塔婆といったおどろおどろしい図柄も好まれたほか、大津絵の題材である藤娘や鬼の念仏、おかめ・ひょっとこ、凧・雲・稲妻・花札など様々な図柄がある。

### 施術

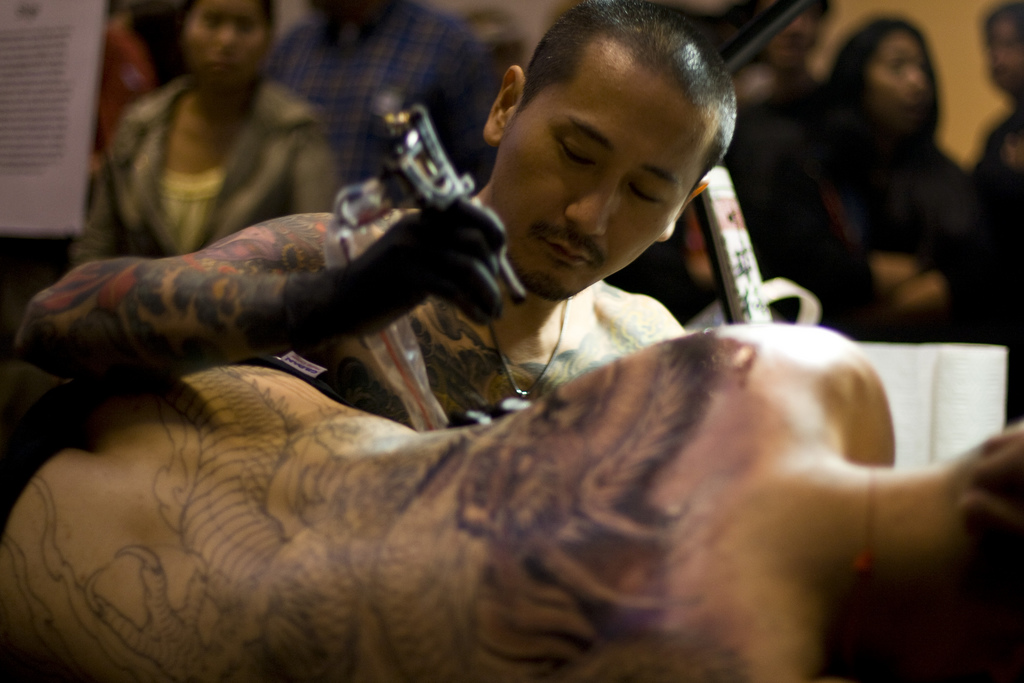
機械彫りを手掛けるタトゥーアーティスト（2008年）

手彫りの場合、針を刺突することで施術するが、タトゥーマシンを用いた機械彫りも一般的である。手彫りは機械彫りよりも深い層に針を刺し入れるため、色落ちしづらいと言われているが、手彫りを主とする彫師も、筋彫りといった一部工程において、機械を用いることは珍しいことではない。1回あたりの施術の単位を「一彫り」と称し、こぶしから手のひら大の面積をおおむね45分程度で彫る。俗に「筋四〇、ぼかし四〇、朱二〇で背中は百彫り」という。施術の際の疼痛ゆえに、短期間で仕上げた場合には周囲から一目置かれる存在となる。
伝統的な手彫りにおいては「鑿」あるいは「突き棒」と呼ばれる柄にたくさんの針を束ねた道具を用いる。こうした道具は彫師の自作であることが多い。伝統的には木や竹の柄に絹糸で針を取り付けていたが、ステンレス針をオートクレーブで減菌する手法が確立して以降は、糸を使わずクランプで固定したり、あるいは器具全体を減菌できるように溶接してしまうことも多い。手彫りにおいては主に針先を同じ方向に前後させる「衝き針」と、指した針を抜かずに跳ね上げる「はね針」があり、前者は筋彫り、後者はぼかしの技法である。入れ墨に用いる墨としては、伝統的には、古梅園の『櫻』が最も代表的なものとして知られており、着彩には日本画の絵具を用いた。こうした顔料には硫酸鉄など、人体に有害なものもあったが、タトゥーインクの導入によりこうした問題は解消し、色のバリエーションも豊かになった。

## 歴史

### 先史

馬高遺跡出土土偶。「ダブルハの字紋」を確認することができる

縄文時代の日本列島には、すでに入れ墨文化が存在したとする考えがあるが、はっきりとしたことはわからない。土偶には顔面部に装飾をほどこしたものが存在するものの、これを縄文人の顔面装飾を反映したものと仮定しても、それが顔面彩色や瘢痕文身ではなく、入れ墨（刺痕文身）であると判断することは困難である。
とはいえ、弥生時代の日本列島に入れ墨文化が存在したことはほぼ確実であり（後述）、高山純は土偶に見られる文様のうち、写実的だと考えられ、同一のものが各地に見出され、かつ髭と見間違える可能性の低い文様である「ダブルハの字紋」は縄文人の入れ墨を現したものであると論じた。この文様は、縄文時代中期からあらわれ、後期・晩期まで継承される。当初二条の線刻としてあらわれるこの文様は、晩期後半より条数が増え、きわめて複雑なものとなる。設楽博己は、縄文人の入れ墨は、おなじく中期にあらわれる抜歯にも共通する、社会における自己の位置づけを明確化するための自己毀損の風習であろうと論じている。

### 古代
『魏志倭人伝』には「男子無大小、皆黥面文身」と、当時の倭人の男性が、身分の高低（あるいは年齢の大小）に関係なく、みな入れ墨をしていたことを示す記述がある。設楽は黥面絵画土器（亀塚遺跡出土・弥生時代後期後半）など、3世紀の日本列島で製作された、黥面をあらわした絵画が30例ほどみられることを、当時の日本に入れ墨の風習が存在した考古学的な証左とみている。なお、辰巳和弘はこれら「線刻人面画」は、塚堂古墳出土の埴輪にみられる彩色を省略したものであると論じ、これらは実際には顔面彩色をあらわすものであろうと論じた。これに対して設楽は『魏志倭人伝』や『記紀』において入れ墨と顔面彩色は区別されており、また人物埴輪に顔面線刻をほどこす例もみられることから、両者は別の身体変工手法を表現したものであると反論している。
『日本書紀』『古事記』には黥面および文身に関する記述があり、たとえば『古事記』には大久米命が「黥ける利目」、すなわち目の周りに入れ墨をしていたこと、意祁王・袁祁王が山背国の苅羽井で、「面黥ける老人」である山代之猪甘に食物を取られたという記述がある。また、『日本書紀』には履中天皇の馬のたずなを握っていた河内飼部が目に入れ墨（黥）をしていたこと、阿曇浜子や雄略天皇の鳥官が黥刑を受けたこと、武内宿禰が景行天皇に、日高見国には男女いずれも文身の風習があると上奏する記述などがある。和歌森太郎は、阿曇浜子が黥刑を受けたエピソードは史実とは考えがたく、これは朝廷に服属した海人の集団が黥面の風習を持っていたことを、中国の墨刑の知識を借りて説明したものであろうと論じている。また、大貫菜穂は、『記紀』にあらわれる黥面文身の風習が、北方の蝦夷および安曇氏および久米氏という九州の隼人系氏族、あるいは為政者を補佐する低い身分の者に限られるものであることを指摘している。
また、古墳時代の人物埴輪には、顔面に線刻をほどこしたものがみられる。小林行雄はこれら「黥面埴輪」を、鼻の上にひし形の線刻を入れるA類・顔のまわりに線刻を入れるB類・両者が合わさったC類・頬にハの字ないし縦の線刻を入れるD類に分類し、A～C類は近畿をはじめとする西日本、D類は関東にあらわれると整理した。設楽は『記紀』における入れ墨の記述と黥面埴輪の出土はいずれも4世紀から6世紀の出来事であると整理し、両者は当時の日本列島に入れ墨の風習があったことを立証する資料として矛盾がないと論じている。設楽は、3世紀の大和地方において黥面絵画の例がないこと、『記紀』において入れ墨が概してよくないものとして描写されていることなどから、中国との関係の深まりにより、入れ墨を悪習とする概念が倭に伝わったことにより、彼らは次第に入れ墨の風習を廃していったのではないかと考えている。8世紀に編纂された『記紀』に黥面文身の記録が残っていることについて、大貫は、畿内に入れ墨の習慣をもつ被支配民が存在したことを背景に挙げ、『記紀』編纂当時においても、黥刑・墨刑は対象が被支配層であることをあらわすものとして理解されていたと論じている。
その後、日本列島における入れ墨の風習は、奄美以南（針突）およびアイヌ文化圏（シヌイェ）などを除けば一旦途絶する。この理由については、日本ではじめての律令であった『大宝律令』が唐の律令を参考にしたものであり、五刑に黥刑が含まれなかったこと、あるいは中国の影響により7世紀以降の日本において装身具一般が衰退したことなどが挙げられる。

### 近世

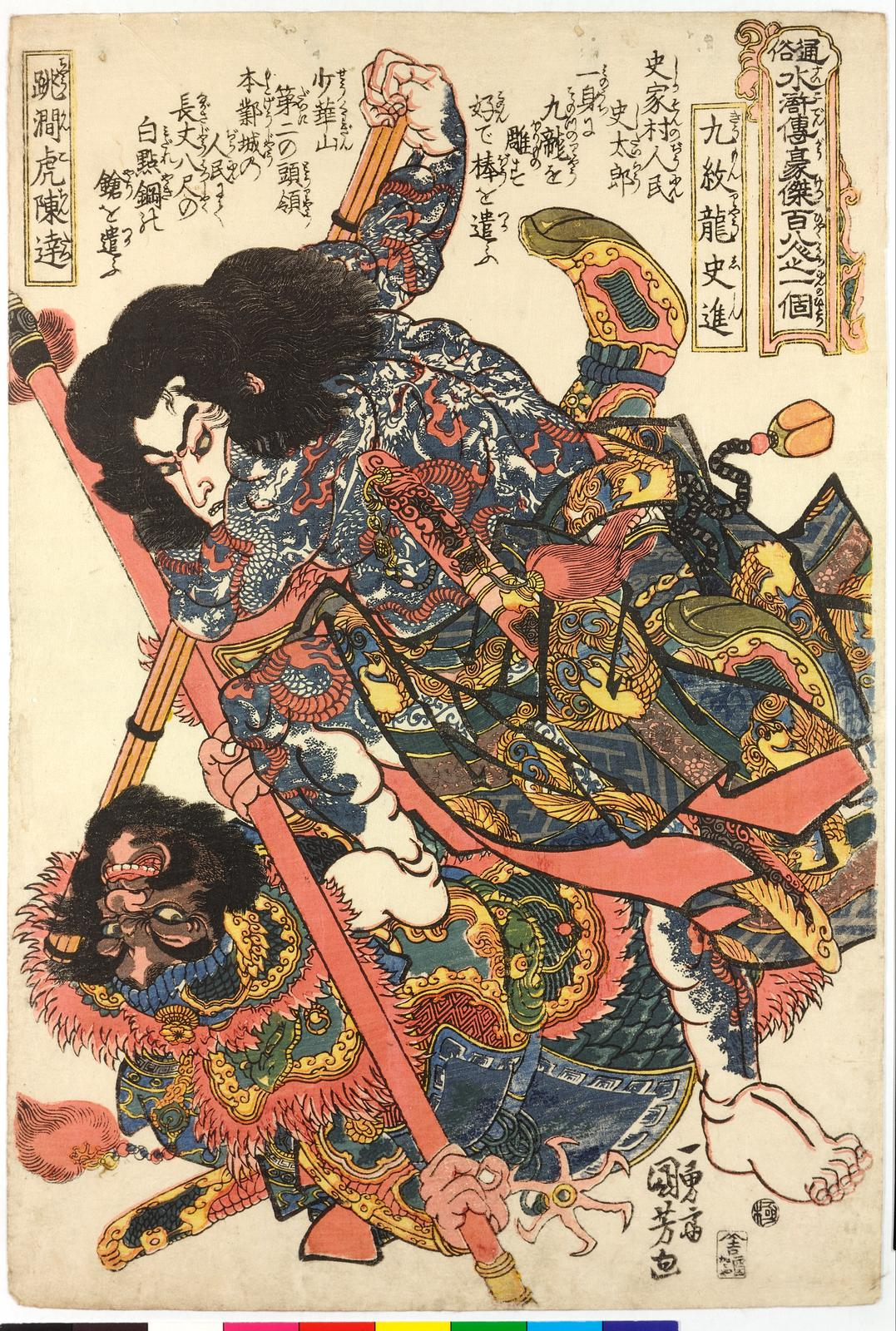
歌川国芳『通俗水滸伝豪傑百八人之一個』より九紋龍史進

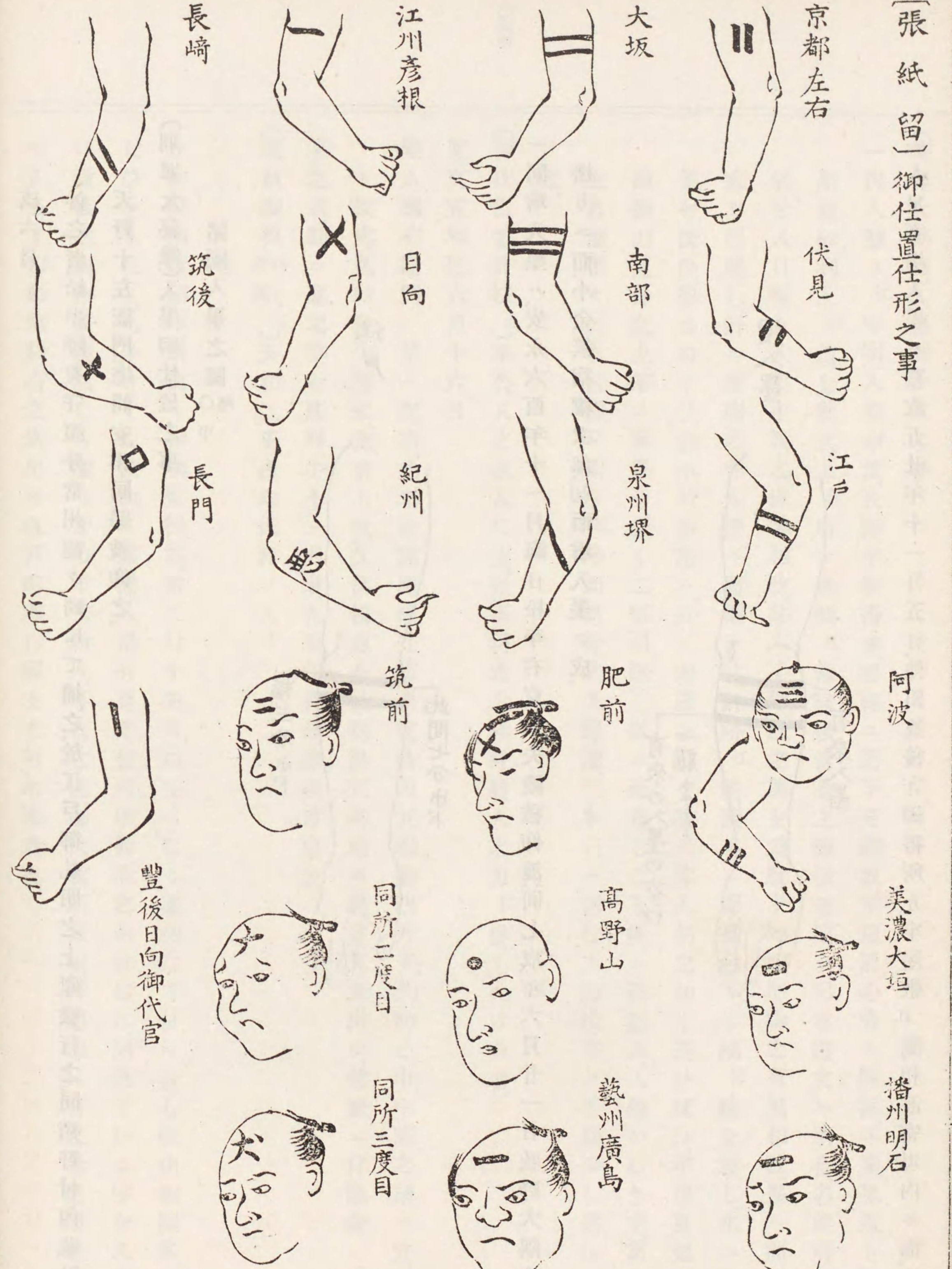
江戸時代の入墨刑各種（『古事類苑』）。

日本において入れ墨の風習がふたたびあらわれるのは、江戸時代初期の寛永期ごろからである。『陰徳太平記』には天正15年（1587年）の出来事として、討ち死にした島津氏勢の二の腕に「何氏何某、行年何十歳、何月何日討死」という入れ墨があったという記述があるが、同書が正徳2年（1712年）の成立であることもあり、信憑性は不明である。
一般には、近世における入れ墨は、上方の遊里で行われた「入れぼくろ」を原型としてはじまったものであると考えられている。これは字義通り、当初はほくろを点描する風俗であったが、のちに文字などを彫るようになった。1678年（延宝6年）の『色道大鏡』には、「彫入」「入贅（）」などの別名とともに「入墨」が紹介されており、いわく遊女が上腕部ないし大腿部の経穴に、情夫の名前と「命」の字を刻むという風習であった。また、衆道においても入れぼくろの習慣があり、寛永10年（1633年）の『犬子集』には半井卜養による、「白き物こそ黒く成けれ 若衆のはだへにいらぬいれぼくろ」という俳諧が掲載されている。
恋愛の習慣であった入れぼくろは、請願一般の手段に進歩した。たとえば先述の『色道大鏡』には「黥をする事、戀の一すぢのみにあらず。中間・馬追・舩子のたぐひは人もすさめざるに、をのれ一分の所意として、紋所をゑかき入つ。題目の七字・六字の名號、又は卅六返の念珠のかたちなどをかたさきに堀入て、是をたのしむおほかり」と、下級階層の職業人のあいだに題目や念珠などを彫り入れる風習があったことに触れている。また、文政13年（1830年）の『嬉遊笑覧』には、天和年間、浅草神田川には背中に「南無阿弥陀仏」の入れ墨を彫った鐘弥左衛門なる侠客がいたことが記されている。ただし、これらは宮下規久朗の論じるように、「全身に施す入れ墨ではなく、現在若者の間に流行っているようなワンポイントのタトゥーにすぎなかった」。
また、これと同時代には、江戸幕府により刑罰としての墨刑がはじまった。寛文5年（1665年）・天和2年（1682年）に実施された記録があり、享保5年（1720年）の『御定書百箇条』において耳削ぎ・鼻削ぎなどに代わるものとして明文化された。入墨の意匠や彫る位置は、例えば左肘下に2筋（江戸）、左肘上に2筋（大坂）、左の二の腕に「サ」（佐渡）など、各地の幕府領や藩によって異なり、その者がどこで罪を犯したかを判別できるようになっていた。その他、右肘下に「悪」（紀州藩）、額と右肘下にそれぞれ「三」（徳島藩）、額に「×」（佐賀藩）や、再犯者の額に入墨を彫り加えて最初は「一」、2度目で「ナ」、3度目で「犬」となる例（広島藩）もあった。
享保6年（1721年）の近松門左衛門『女殺油地獄』などにみられるように、この頃より入れ墨を指す言葉として「彫物」がつかわれはじめるようになった。近世において、大掛かりな入れ墨があらわれるのは明和・安永期のことである。たとえば、明和3年（1766年）の上田秋成『諸道聴耳世間猿』には「背中に眉間尺の首、尻こぶたに近江八景」という入れ墨描写がみられる。文化年間には身体全体に多色かつ緻密な絵柄を入れる入れ墨の形態が定着し、町火消や車引きといった職業の者のあいだで、壮麗な彫物を入れることが流行した。彼ら侠客が入れ墨を誇示する背景には、当時『水滸伝』のブームがあったことの影響もあった。同作品の主要人物である九紋龍史進の背中には9匹の青龍が掘られており、花和尚智深や浪子燕青にも入れ墨があった。水滸伝の登場人物のふるまいは、江戸庶民の間で膾炙していた「男伊達」的な価値観と共鳴するものであった。
文政10年（1827年）の歌川国芳『通俗水滸伝豪傑百八人之一個』は、その後の日本の入れ墨に強い影響を与えた。『花江都歌舞妓年代記続編』に「此節歌川國芳畫にて水滸傳豪傑のにしき畫大に流行して、東都侠者彫ものにせし也」とあるように、侠客のあいだでこの図案は大いに流行し、国芳の絵はパターンブックとして重用されるようになった。また、二代目中村芝翫は歌舞伎の舞台演出として、水滸伝の入れ墨を取り入れた。入れ墨の禁令は文化8年（1811年）および天保13年（1842年）にそれぞれ町触・御触として発令されているが、一時的に流行が止むのみで長期的な影響はなかった。とはいえ、山本芳美はこうした禁令からは、当時より入れ墨への拒否感もすでに生じていたことがうかがえると論じ、その背景には墨刑の存在や「身体髪膚、之を父母に受く。敢えて毀傷せざるは、孝の始めなり」と説く儒教的価値観の存在、あるいは時折悪趣味すれすれになっていた図案などがあろうと論じている。

### 近代

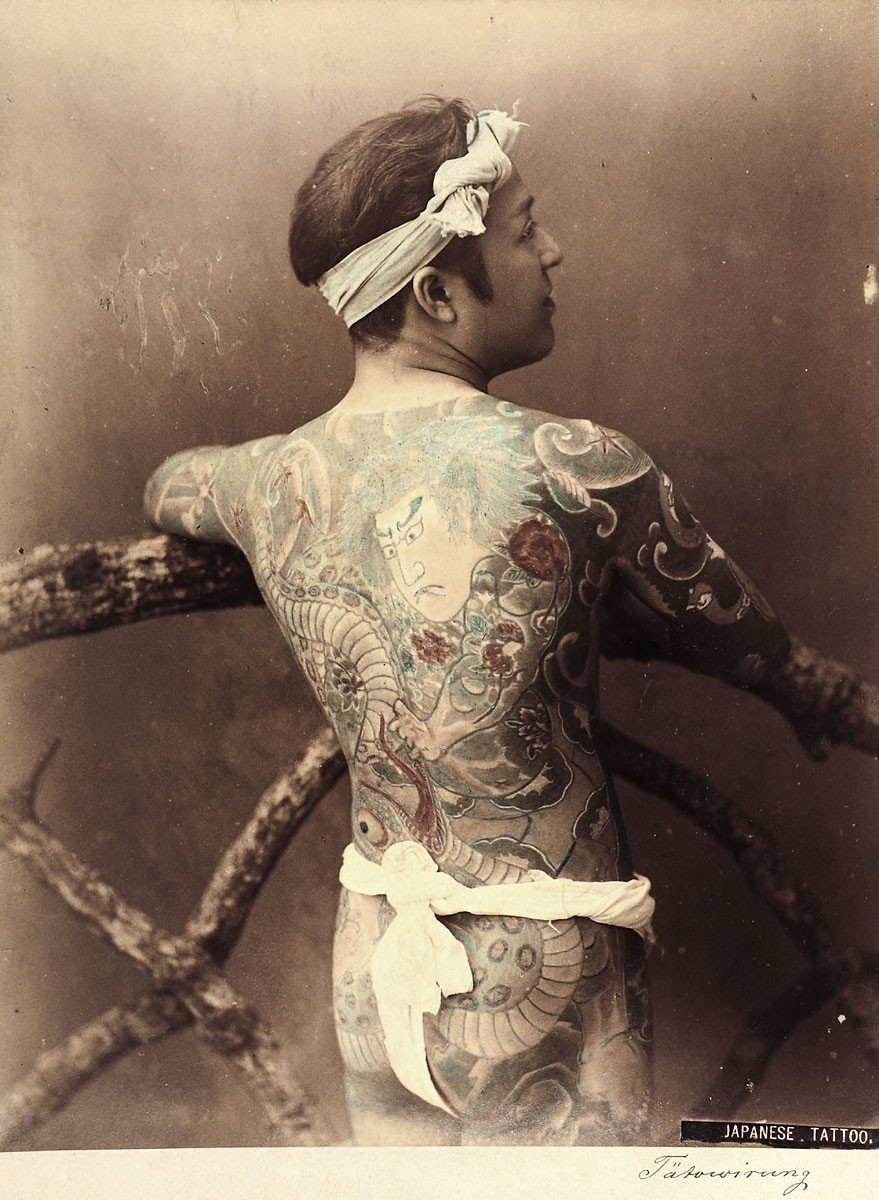
入れ墨をほどこした男性（1880年 - 1890年頃）

明治維新後、新政府は入れ墨の取り締まりを考えるようになり、1872年（明治5年）には入れ墨および往来や店先で裸体になることが禁じられた。ここで主な論点となったのは「自ら身体を傷つけてはならない」という儒教的身体観および、欧米諸国からのまなざしに対する危惧であった。1880年（明治13年）の旧刑法においても入れ墨は禁止された。入れ墨規制は1908年（明治41年）には警察犯処罰令に引き継がれたが、取り締まりおよび罰則は強化された。これにより、彫師あるいは依頼者は、30日未満の拘留または20円以下の罰金を支払うことになった。近世における入れ墨の禁令は、当時幕府が発令していた庶民風俗規制の一環であり、罰則規定なども特に存在しなかったのに対して、近代の規制は実際の刑罰が課せられるという点で、性質が大きく異なるものであった。平井倫行は明治政府による入れ墨規制は「町民文化から引き続く江戸的な身体」を「新国家の国民として相応しい身体」に設計し直す行為であり、それは西洋に対する「プロパガンダとしての意味を含んだ身体」であったと論じる。
一方で、外部からの入れ墨文化に対する視線は一様ではなかった。当時の欧州においてはジェームズ・クックによる太平洋諸島におけるタトゥー文化の紹介以来、上流階級のあいだでも入れ墨が流行しており、1881年（明治14年）にはイギリス王族のアルバート・ヴィクターおよびジョージ・フレデリック・アーネスト・アルバート（のちのジョージ5世）が外務省による彫師の斡旋のもと、入れ墨を入れている。近代においても入れ墨文化は全く途絶えたわけではなく、近世以来の入れ墨を競い合う会である「文身会」は引き続き開かれ続けた。民俗学者の井之口章次によれば、関東大震災後、景気の良くなった職人たちは、競って入れ墨を彫ったという。とはいえ、政府の規制により、入れ墨は次第に「隠されるべき裏社会の象徴」と認識されるようになり、犯罪心理学者の寺田精一による1920年（大正9年）の「文身研究の興味」や、吉益脩夫による1929年（昭和4年）の「文身に関する犯罪心理学的問題」にみられるよう、入れ墨は犯罪と強く紐づいたものであると認識されるようになった。
1910年（明治43年）の谷崎潤一郎による小説である『刺青』は、多くの研究者によって、近代における入れ墨表象として特筆すべき事例であると考えられている。同作品における入れ墨は平井いわく「江戸的なるもの」、すなわち反近代的な退廃美の象徴として描かれており、女郎蜘蛛の入れ墨を背負う「娘」は大貫いわく「男の運命を狂わせる宿命をもった」ファム・ファタールとしての内的性質を自覚させる。山本は、『刺青』の発表を境として、入れ墨には「勇壮さやアウトロー性」といったそれまでのイメージに加え、「魔性、耽美さ、エロス」といったイメージが付与されるようになると論じている。

### 現代

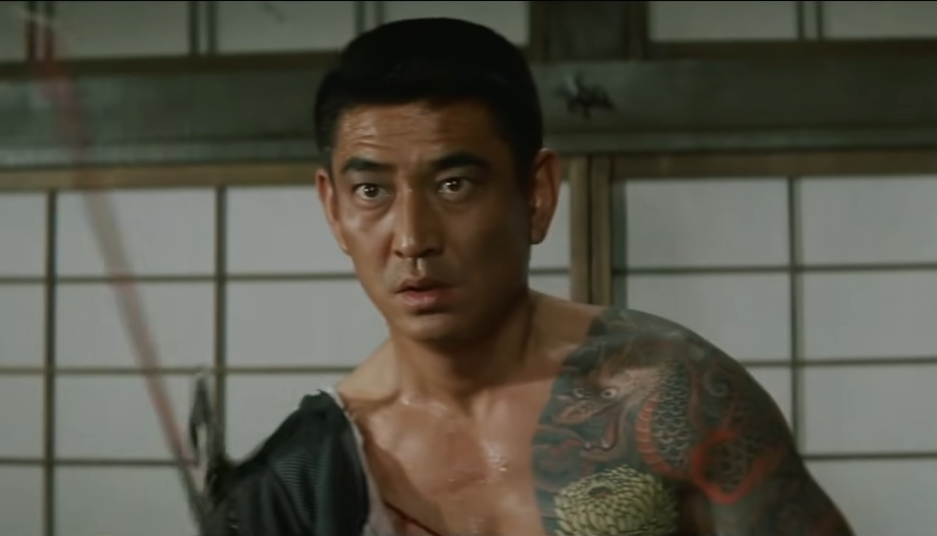
『日本侠客伝 昇り龍』（1970年）より高倉健演じる玉井金五郎

太平洋戦争終戦後の1948年（昭和23年）には警察犯処罰令が廃止され、軽犯罪法が施行された。同法においては入れ墨は規制されなかったため、これによって近代を通して続いた入れ墨禁止令は撤廃された。戦後の入れ墨に対するイメージは、1963年（昭和38年）以降、東映が主導したヤクザ映画ブームに左右される部分が大きく、1967年（昭和42年）の『博奕打ち 一匹竜』など、彫師を主役とする映画も製作された。山本は、こうした映画における入れ墨表象は「イレズミ＝やくざ」という印象を確立させたとし、内風呂の普及により他社の裸体を見ることが少なくなったこともあり、入れ墨が「職人の印でもある」という認識が急速に薄れていったと論じている。
また、戦後にはタトゥーマシンが日本に導入された。1950年代にセーラー・ジェリーと岐阜彫秀こと小栗一男が親交を結び、お互いの技術を教えあったことがその契機であるといい、これをもって日本にも西洋風のタトゥー技術である洋彫りが伝来することとなったという。また、同時期には米軍統治下の沖縄で在日米軍向けのフィリピン人彫師が開業しはじめ、それを追って沖縄人の彫師も現れはじめた。1990年代には本土においても洋彫りが人気を博しはじめ、彫師の中野長四郎の述懐によれば「昭和の後半、日本がバブル景気にわきたっていた頃」より洋彫りを手掛けるタトゥースタジオが増えていった。1990年代中盤に創刊されたサブカルチャー雑誌である『BURST』はしばしばタトゥーを主題に扱い、その後タトゥーのみを扱う『TATTOO BURST』も独立した。

## 現代日本社会における入れ墨

### 受容

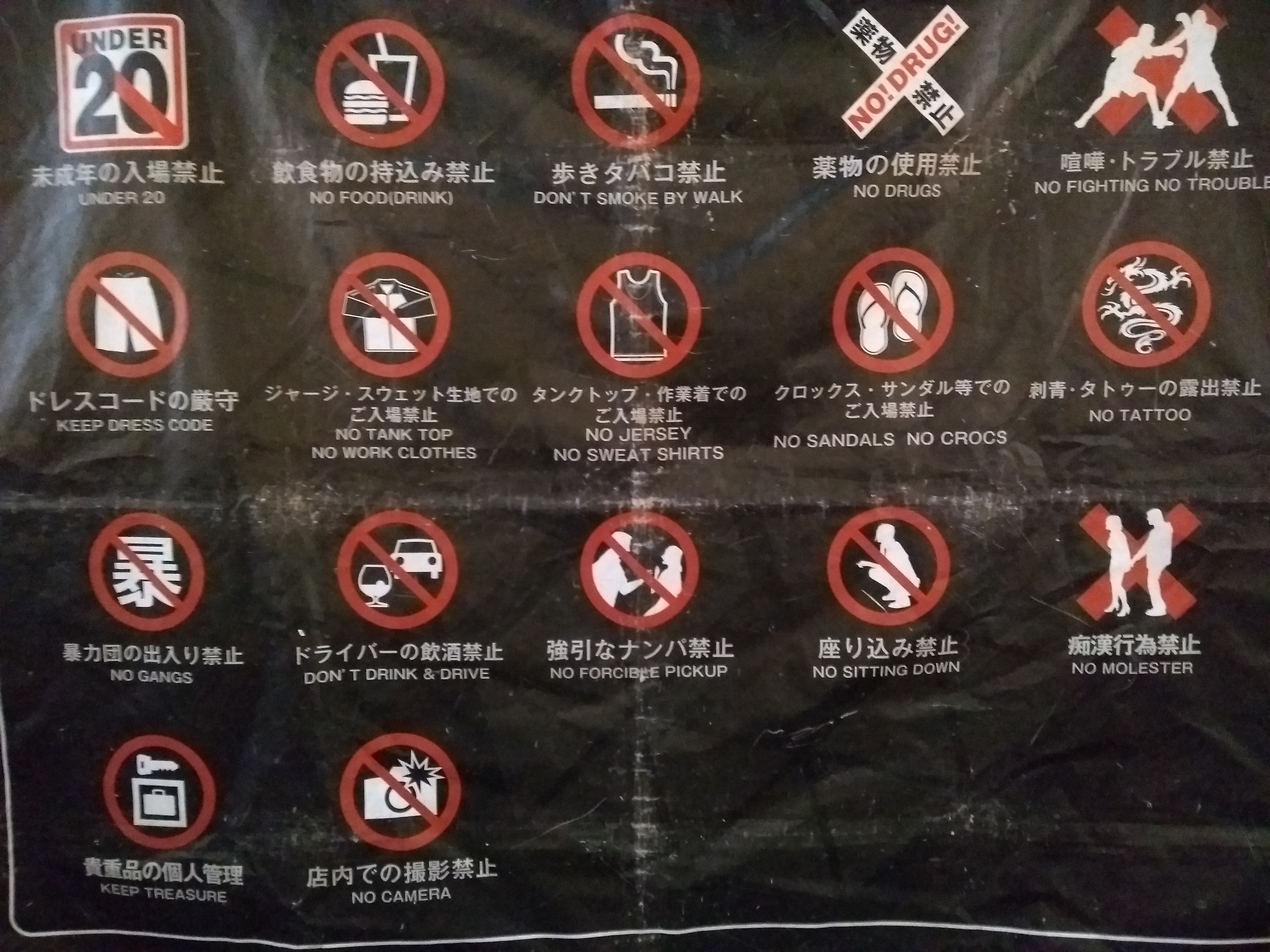
施設内でのタトゥーの露出を禁じる貼り紙（2018年・大阪市）

関東弁護士会連合会が2014年（平成26年）におこなった成人男女1000人を対象とするアンケート調査によれば、「イレズミを現に入れているか、または過去に入れたことがありますか？」という質問に対し、「はい」が1.6%、「いいえ」が99.4%であった。「いいえ」と答えた者に対する、「イレズミ（タトゥー及びファッション・タトゥーを含みます）を入れたいと思いますか？」という質問に対し、「強く思う」は1.0%、「どちらかと言えば思う」は2.0%、「どちらとも言えない」は4.1%、「あまり思わない」は7.2%、「全く思わない」は85.7%であった。また、「イレズミをしている人をどう思いますか？」という質問に対しては、「全く構わない」が5.4%、「構わない」が9.9%、「どちらとも言えない」が32.4%、「どちらかと言えば許せない」が32.5%、「絶対許せない」が19.8%であった。
また、田中孝らによる2018年（平成30年）の、大学生・社会人ら585人を対象とした研究によれば、和彫りよりも洋彫りのほうが若干許容度は高まるものの、概して入れる範囲が大きいほど許容されなくなること、年齢層が上であるほど許容されなくなることが示されている。鈴木公啓・大久保智生が2016年（平成28年）におこなった、20代から50代の男女6438人を対象とするアンケート調査によれば、和彫りの経験者は0.7%、洋彫りの経験者は1.6%であり、非経験者に関しては入れ墨を「とても入れたいと思う」と答えたのが0.37%、「入れたいと思う」と答えたのが1.92%、「入れたいとは思わない」と答えたのが7.48%、「まったく入れたいとは思わない」と答えたのが90.23%であった。性差は確認されなかったものの、年齢差に関してはごく弱いものが確認された。

### 法・条例による規制
先述した通り、入れ墨そのものに対する法規制は1948年に撤廃されたものの、日本においては2005年（平成17年）に厚生労働省医政局長通知として「当該行為を行うに当たり、医師の医学的判断及び技術をもってするのでなければ人体に危害を及ぼし、又は危害を及ぼすおそれのある行為」を医行為、それを「反復継続する意思をもって行うこと」を「医業」であるとする見解が示され、医師免許なしに入れ墨を施術することは医師法に違反するという行政解釈がなされてきた。2015年（平成27年）には、タトゥーを入れる行為が医療行為に当たるとして、大阪府吹田市在住の、彫師の男性が医師法違反の罪に問われ起訴されたが、同法1条に示される「『医療及び保健指導』に属する行為」にはあたらないとして、2020年（令和2年）に最高裁判所での無罪が確定した。
また、各都道府県および自治体の条例において、青少年の入れ墨が禁じられることも多い。多くの場合、この規制は青少年健全育成条例の一部に組み込まれており、1967年（昭和42年）に愛媛県で制定されたものがその嚆矢である。そのほか、1997年（平成9年）には静岡県松崎町において「入れ墨などでほかの客を威圧してはならない」という条項を含む海水浴場規則が交付されたほか、2011年（平成23年）には兵庫県神戸市の須磨海岸を守り育てる条例が改正され、「入れ墨・乱暴な言動で、他の者に不安・畏怖・困惑をあたえ、他の者の海岸利用を妨げること」が禁じられた。

### その他の規制

#### 入場
日本国内においては、一部の海水浴場や民間入浴施設において、入れ墨を彫っている者に対する入場規制がおこなわれている。温泉におけるこうした入場規制は1940年代より事例があり、特に1992年（平成4年）の暴力団員による不当な行為の防止等に関する法律制定以降は、入れ墨と暴力団をひもづけるかたちでの規制が広がっていった。2015年（平成27年）に観光庁が実施したホテル・旅館へのアンケート調査によれば、調査に回答した581施設のうち56%が入れ墨のある者の入浴を断り、13%がシールで隠すといった条件付きで許可していた。2017年（平成29年）には入れ墨を彫った者の入場は公衆浴場法に抵触するものではないという政府答弁がおこなわれているが、弁護士の理崎智英は「その他公共浴場」に分類されるスーパー銭湯や温泉などにおいては、特に法律の根拠なく、入れ墨客の入浴を拒否することも容認されているとの見解を示している。

#### 雇用
2012年（平成24年）、大阪市の児童福祉施設で30代の市職員が子どもたちに入れ墨を見せて脅していた事件を受け、同市では入れ墨が他者の目に触れる可能性のある職員に関しては、直接市民と接することのない部署への配置転換がおこなわれた。アンケートの回答を拒否した職員に対しては戒告処分となったが、最高裁判所はこの処分を合法とした。また、自衛官の身体検査の合格基準として「刺青がないもの」が明記されている。

#### スポーツ
全日本柔道連盟は入れ墨をした選手を2018年（平成30年）以降、高校生以下の大会において入れ墨を彫った選手の参加を禁止していたが、2021年（令和3年）にはシャツやテーピングなどで隠していれば参加できると規定を見直した。日本相撲協会では2019年（平成31年）に相撲規則を改定し、入れ墨禁止を明文化した。日本ボクシングコミッションは、選手の入れ墨についてはファンデーションなどで隠すよう定めている。『日刊ゲンダイ』によれば、Jリーグにおいて入れ墨を禁止する規則はないものの、各クラブは厳重注意という形で通達をしている。一方で小林祐希のように、タトゥーを入れていることを明言する選手もいる。